# 百島 (大阪市)
百島（ひゃくしま）は、大阪府大阪市西淀川区にある町名。現行行政地名は百島一丁目および百島二丁目。

## 地理
西淀川区の南東部に位置し、南東に福町、西に西島、北東に大野と接している。

### 河川
- 淀川
- 西島川

## 世帯数と人口
2019年（平成31年）3月31日現在の世帯数と人口は以下の通りである。
| 丁目       | 世帯数  | 人口  |
| ---------- | ------- | ----- |
| 百島一丁目 | 153世帯 | 271人 |
| 百島二丁目 | 46世帯  | 51人  |
| 計         | 199世帯 | 322人 |

### 人口の変遷
国勢調査による人口の推移。
| 1995年（平成7年）  | 738人 | [ 5 ] |  |
| 2000年（平成12年） | 535人 | [ 6 ] |  |
| 2005年（平成17年） | 434人 | [ 7 ] |  |
| 2010年（平成22年） | 394人 | [ 8 ] |  |
| 2015年（平成27年） | 345人 | [ 9 ] |  |

### 世帯数の変遷
国勢調査による世帯数の推移。
| 1995年（平成7年）  | 349世帯 | [ 5 ] |  |
| 2000年（平成12年） | 266世帯 | [ 6 ] |  |
| 2005年（平成17年） | 220世帯 | [ 7 ] |  |
| 2010年（平成22年） | 209世帯 | [ 8 ] |  |
| 2015年（平成27年） | 178世帯 | [ 9 ] |  |

## 事業所
2016年（平成28年）現在の経済センサス調査による事業所数と従業員数は以下の通りである。
| 丁目       | 事業所数 | 従業員数 |
| ---------- | -------- | -------- |
| 百島一丁目 | 24事業所 | 185人    |
| 百島二丁目 | 14事業所 | 511人    |
| 計         | 38事業所 | 696人    |

## 施設
- 淀川製鋼所 大阪工場
- 新淀川公園

## その他

### 日本郵便
- 〒555-0044[3]（集配局：西淀川郵便局[11]）